# 綾峰欄人
綾峰 欄人（あやみね らんど、1974年2月17日 - ）は、日本の漫画家・漫画原作者・イラストレーター。兵庫県尼崎市出身。男性。血液型はA型。

## 来歴
高校卒業後は漫画家を目指し上京、東京アニメーター学院入学。同校卒業後、4年半ほど藤沢とおるのアシスタントを務めた。1999年春、『週刊少年マガジン』で『GetBackers-奪還屋-』を連載デビュー。その漫画の原作者である青樹佑夜が書く小説『サイコバスターズ』の挿絵も担当していた。
2008年より『月刊少年ライバル』で初の単独での連載作品『ホーリートーカー』を開始。2010年に一旦休載し、『週刊少年マガジン』で再び青樹の原作で『鬼若と牛若 Edge of the World』を連載開始するが、体調を崩し6回で無期限休載に入り再開予定は不明。その後は原作者としての活動が中心となる。休載の理由について綾峰は大きな鬱が出たため、と2010年6月8日に自身のブログで報告している。
2019年10月にTwitterアカウントを開設したが2024年3月時点で既に削除されている。

## 人物
- 漫画賞受賞経験や読み切り作品発表経験無しでいきなり連載デビューするという異色の経歴を持つ。
- 基本的に睡眠時間は3時間。その生活により一度は体調を崩し連載を休止するまでに至った。
- 『GetBackers-奪還屋-』内で描かれるお色気シーンは読者サービスではなく自分の趣味であると語っている（『GetBackers-奪還屋-裏』より）。また、お色気シーンが過激すぎて編集部の人に怒られた事もある。
- 東日本大震災の被災者の支援にも取り組んでおり、他の漫画家と共同で東日本大震災チャリティ同人誌「Pray for Japan」で執筆する[7]。
- ツイッターでは自作の告知の他、手料理の写真や二人の子どもとの会話などをツイートしている[8][9]。
- ペンネームは自身の尊敬する作家のエッセイを読み、姓名判断の総画数にあやかり付けたもの[10]。

## 作品リスト

### 漫画
- GetBackers-奪還屋-（原作：青樹佑夜、『週刊少年マガジン』、1999年 - 2007年、講談社） - 単行本全39巻。
- ホーリートーカー（『月刊少年ライバル』、2008年 - 2010年[注釈 1]、講談社） - 単行本既刊6巻。
- おかわりっ!!めがみさまっ!!第5回（『月刊アフタヌーン』、2009年、講談社） - 11月号に掲載。読み切り。藤島康介作の漫画作品『ああっ女神さまっ』を題材にしたアンソロジー企画。
- 鬼若と牛若 Edge of the World（原作：青樹佑夜、『週刊少年マガジン』、2010年 - ） - 休載中

### 漫画原作
- マジェスティックプリンス（作画：新島光、『月刊ヒーローズ』、2011年 - 2019年、ヒーローズ） - 単行本全16巻。
- 特区八犬士【code:T-8】（作画：栗元健太郎/咲、『マンガボックス』、2013年 - 2015年、講談社） - 単行本全5巻
- グランブルーファンタジー外伝 追憶のアーシヴェル（脚本・構成担当、原作：Cygames、漫画：壱月たか、『サイコミ』、2017年 - 2020年） - 第一部完、単行本全4巻。
- 禁忌異能力の記述士（作画：蒼乃逢生、『コミプレ』、2020年 - 2022年、ヒーローズ） - 単行本全3巻。
- 戦国BASARA 双極の幻（構成担当、作画：浅田有皆、監修・協力：カプコン、『ヒーローズ!!』2021年1月号[11] - →『コミプレ』 - 2022年11月25日[12]、ヒーローズ） - 単行本全5巻。

### 挿絵
- サイコバスターズ（原作：青樹佑夜） - 全3巻

### イラスト
- 「刀剣乱舞-ONLINE-絆」アンソロジーポストカードブック（ヒーローズ） - 山姥切国広
- ファンタシースターオンライン2 es - ゲーム内チップイラスト

## 師匠
- 藤沢とおる

## アシスタント
- 大久保篤
- 寺嶋裕二
- 米林昇輝
- 岡田有希
- 二階堂ヒカル
- 下津浦宏
- じょりーまんま
- 二宮裕次